# Jean-Noël Chevron
Jean-Noël Chevron (* 5. Oktober 1790; † 1867) war ein französisch-holländischer Architekt und Stadtplaner.
Er studierte Architektur bei François-Jacques Delannoy (1755–1835) an der École des Beaux-Arts de Paris.
Chevron war von 1817 bis 1825 Stadtbaumeister von Lüttich und für die städtebauliche Gestaltung von ausschlaggebender Bedeutung. Er entwarf die Pläne zur Errichtung der Universität Lüttich auf dem ehemaligen Gelände des wallonischen Jesuitenkollegs (1582–1773) in der Stadtmitte Lüttichs – an der heutigen place du 20-Août. Lüttich war damals gerade von französischer Herrschaft losgekommen und gehörte zum Vereinigten Königreich der Niederlande.

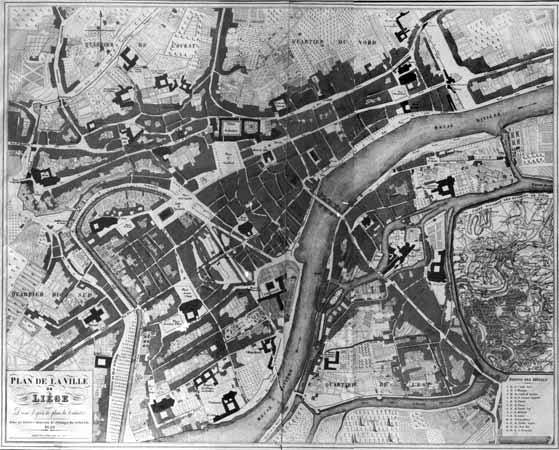
Lüttich 1828, nach der Gestaltung durch Chevron

Wilhelm Friedrich Prinz von Oranien-Nassau stiftete die Universität in seinem neu hinzugekommenen Herrschaftsbereich. Hiermit setzte er aber lediglich ein Dekret Napoléons vom 17. März 1808 um, in dem dieser bestimmte, dass Lüttich im Rahmen der Errichtung seiner kaiserlichen Universität eine Literaturwissenschaftliche Fakultät und eine Naturwissenschaftliche Fakultät erhalten sollte.
Der Akademiesaal wurde zwischen 1819 und 1824 aus wiederverwandten Steinen der alten Jesuitenkirche gebaut. Das Gebäude ist beispielhaft für den Baustil der ausgehenden Revolutionsarchitektur.
Von Chevron stammt auch eine Serie von Radierungen der Ruinen der Lambertuskathedrale Lüttich, die Ende des 18. Jahrhunderts zerstört wurde.
Sein Nachfolger als Stadtbaumeister war Julien-Etiénne Remont (1800–1883).

## Werk
- Pläne für die Kirche Notre-Dame de l’Assomption in Cheratte, heute Stadtteil von Visé; 1834
- Pläne für die Pfarrkirche Saint-Gilles in Chaîneux; 1837
- Pläne für die Kirche Saint-François-Xavier in Chaudfontaine; 1839

Jean-Noël Chevron starb 1867 und wurde auf dem Friedhof Robermont in Lüttich begraben.